# Iwanai
Iwanai (岩内町, Iwanai-chō) est un bourg du district d'Iwanai, situé dans la sous-préfecture de Shiribeshi, sur l'île de Hokkaidō, au Japon.

## Géographie

### Situation
Iwanai est situé dans l'ouest de la péninsule de Shakotan, au bord de la mer du Japon.

### Démographie
Le 31 mars 2015, la population d'Iwanai s'élevait à 13 586 habitants répartis sur une superficie de 70,60 km2[réf. nécessaire].